# Pat McCarty
Jonathan Patrick "Pat" McCarty (Allen (Texas), 24 januari 1982) is een Amerikaans voormalig wielrenner, actief van 2004 tot 2013.

## Palmares
2003
- 2e etappe + eindklassement Ronde van de Isard

## Resultaten in voornaamste wedstrijden
| Jaar | Ronde van Italië | Ronde van Frankrijk | Ronde van Spanje |
| ---- | ---------------- | ------------------- | ---------------- |
| 2004 |                  |                     |                  |
| 2005 |                  |                     |                  |
| 2006 | 113e             |                     |                  |
| 2008 | opgave           |                     |                  |

| Jaar | Amstel Gold Race | Luik-Bast.‑Luik | Parijs-Tours | Waalse Pijl |  | WK op de weg |
| ---- | ---------------- | --------------- | ------------ | ----------- |  | ------------ |
| 2004 |                  |                 | 73e          |             |  |              |
| 2005 | 125e             |                 |              |             |  |              |
| 2006 |                  |                 |              | 94e         |  | 101e         |
| 2008 | 87e              | 112e            |              |             |  |              |